# Johan Aksel Alho
Johan Aksel Alho est un ancien arbitre finlandais de football. Il a officié de 1952 à 1961.

## Carrière
Il a officié dans une compétition majeure : 
- JO 1952 (1 match)